# Eugène Rouyer
Cet article possède un paronyme, voir Eugène Rouher.
Eugène Rouyer est un architecte français, né à La Neuville-au-Pont (Marne), le 23 novembre 1827 et décédé à Paris le 27 novembre 1901. Il est le petit-neveu du célèbre hydrographe Charles-François Beautemps-Beaupré. Appelé par lui à Paris, il fut placé en 1845 dans l'atelier de Victor Baltard puis fut admis à l'École des Beaux-Arts en 1846.

## Biographie
Il a participé à la réalisation de la mairie de La Neuville-au-Pont, inaugurée le 6 décembre 1869. Voir à ce sujet : Daniel Hochedez et Catherine Schuster, « Deux visites estivales : La Neuville-au-Pont et Vienne-le-Château » ; revue Horizons d’Argonne ; n° 92 ; 2015 ; publication du Centre d’études argonnais disponible en ligne : http://centretudargonnais.org/
Son projet est arrivé second au concours pour la reconstruction de l'hôtel de ville de Paris après sa destruction pendant la Commune de Paris. En 1876, il effectue des transformations sur l'hôtel de Choiseul-Praslin. 
Choisi par la Commission Administrative des Hospices Civils de Château-Thierry, il dirige le chantier de reconstruction de l'Hôtel-Dieu de la ville de 1876 à 1879.
L'architecture développée par Rouyer y est classique et monumentale.
La ligne extérieure du bâtiment édifié en pierre calcaire blanche et brique rouge est sobre.
L'intérieur empreint d'hygiénisme, se conforme aux découvertes médicales récentes et au courant alors en vogue dans l'architecture sanitaire, Eugène Rouyer multiplie les vastes fenêtres et les aérations pour assainir et ventiler la construction.'
On peut noter la présence d'un monte-charge hydraulique toujours visible près de la cage d'escalier principale de l'Hôtel-Dieu aujourd'hui reconverti en musée et ouvert au public.
Il a par la suite construit la mairie du 10e arrondissement. Il a également été inspecteur aux travaux du Louvre.
Après avoir passé 25 ans de sa vie à relever sur place, mesurer et dessiner les monuments français de la Renaissance, il a publié ses dessins sous forme de planches regroupées dans un ouvrage intitulé L'Art architectural en France depuis François Ier jusqu'à Louis XIV, avec des textes de Alfred Darcel.

## Œuvre publié
- Eugène Rouyer et Alfred Darcel (textes) (ill. Eugène Rouyer), L'Art architectural en France depuis François Ier jusqu'à Louis XIV : Motifs de décoration intérieure et extérieure dessinés d'après des modèles exécutés et inédits des principales époques de la Renaissance…, Paris, Noblet et Baudry, 1863-1866, 2 volumes in-folio (BNF 32590460)

- Tome 1er sur Gallica
- Tome second sur Gallica

- Eugène Rouyer, Les Appartements de S. M. l'Impératrice au Palais des Tuileries, Décorés par M. Lefuel, architecte de l'Empereur. Le Libraire Polytechnique, J Baudry, 1867, Classeur d'estampes. Consultable en ligne.